# Max Reschke (Politiker)
Max Reschke (* 28. März 1995 in Apolda) ist ein deutscher Politiker. Von 2023 bis 2024 war er einer der beiden Landessprecher von Bündnis 90/Die Grünen Thüringen.

## Leben
Reschke begann 2013 eine Ausbildung zum Tierwirt mit der Fachrichtung Imkerei, in welcher er in Thüringen und Brakel (NRW) lernte, jedoch nicht abschloss. Seit 2007 widmet er sich der Imkerei. Sein Betrieb Immenhonig wird seit 2013 nach den Bioland-Richtlinien bewirtschaftet. Im Jahr 2019 arbeitete er als Wahlkampfreferent für die grüne Spitzenkandidatin Anja Siegesmund zu Landtagswahl. Des Weiteren studiert Reschke Soziologie und interkulturelle Wirtschaftskommunikation an der Friedrich-Schiller-Universität Jena.

### Politische Vita
Reschke wurde 2014 Mitglied von Bündnis 90/Die Grünen und der Grünen Jugend. Seit 2016 ist er Sprecher seiner Partei für den Kreisverband Weimarer Land. Von 2017 bis 2020 war er Beisitzer im Landesvorstand der Grünen Thüringen. Im März 2023 wählte ihn die Landesdelegiertenkonferenz in Walldorf zum neuen Landesvorsitzenden von Bündnis 90/Die Grünen Thüringen, nachdem sein Vorgänger Bernhard Stengele aufgrund seiner Wahl zum Thüringer Minister für Umwelt, Energie und Naturschutz seinen Posten aufgab.
Seit 2019 ist Max Reschke Mitglied des Stadtrat Apolda. Dort ist er ordentliches Mitglied und stellvertretender Vorsitzender des Bau- und Werkausschuss und Aufsichtsrat der Energieversorgung Apolda. Seit 2022 ist er der Jugendbeauftragte der Stadt Apolda. Des Weiteren wurde Reschke bei den Kommunalwahlen 2019 in den Kreistag des Landkreises Weimarer Land gewählt, hier ist er ordentliches Mitglied des Ausschusses für Wirtschaft und Verkehr und im Jugendhilfeausschuss. Bei der Landtagswahl 2019 war er darüber hinaus Direktkandidat für das Weimarer Land (Wahlkreis 31) und gemeinsam mit Laura Wahl Spitzenkandidat der Grünen Jugend Thüringen. Seit 2022 ist er Mitglied des Beirats der Kreisvolkshochschule Weimarer Land.

### Ehrenämter
Seit 2008 ist Reschke Workshopleiter und im Kinder- und Jugendzirkus Tasifan in Weimar, bei dem er sich später auch als Betreuer engagierte. Von 2013 an war er an Gründung und Aufbau des Jungen Bioland e.V. beteiligt und saß bis 2019 im Bundesvorstand. Seit 2018 ist Reschke Sprecher für das „Netzwerk buntes Weimarer Land“. Im selben Jahr koordinierte er die Initiativen gegen die Rechtsrockkonzerte in seinem Landkreis. Des Weiteren war Max Reschke 2021 bis 2023 Sprecher der Thüringer Bündnisvernetzung gegen Rechts.

## Politische Themenschwerpunkte
Reschkes Themenschwerpunkte sind der Natur- und Artenschutz, Landwirtschaft, Strategien gegen Rechts, Kinder- und Jugendförderung. Von 2020 bis 2022 war Reschke Sprecher der „Landesarbeitsgemeinschaft Christ*innen“.

## Preise und Würdigungen
2016 erhielt Reschke den Ehrenpreis des Weimarer Umweltpreises. Im Jahr 2018 wurde ihm für sein Engagement gegen Rechtsextremismus, insbesondere für die Mitbegründung „eines Bündnisses gegen Rechtsrockkonzerte im Weimarer Land“, der Thüringer Demokratiepreis verliehen. Die Zeit führte Max Reschke 2019 unter den 100 wichtigsten jungen Ostdeutschen auf.